# Kolodvor Saint-Lazare (Monet)
Kolodvor Saint-Lazare je serija slika koju je Claude Monet naslikao 1877. godine na pariškom kolodvoru Saint-Lazare, jednog od najvećih i najprometnijih u Parizu. Nakon serija slika u ruralnih krajolika, Monet je naslikao više od desetak slika na ovom kolodvoru koji je doživljavao kao simbol modernog doba. Naime, Monet je pokušao obogatiti svoje motive i težio je tomu da, poput Maneta, Degasa i Caillebottea, bude poznat kao slikar modernog života.
Ove slike pokušavaju prikazati sve aspekte kolodvora Saint-Lazare i sve slike imaju slične teme, uključujući i igru svjetlosti koja se filtrira kroz paru lokomotiva, prolivene oblake pare i lokomotive koji dominiraju mjestom. Od tih dvanaest povezanih slika, Monet je između šest i osam od njih izlagao na trećoj impresionističkoj izložbi 1877. godine, gdje su bile među najboljim slikama koje su izložili neki od umjetnika. Émile Zola se divio ovim slikama toliko da su ga inspirirale da 12 godina kasnije napiše roman Čovjek-zvijer.
Ovo je bila prva serija slika u kojoj je Monet proučavao utjecaj promjene svjetla tijekom dana na izgled i obojenost figura. Kasnije je to činio na serijama slika, kao što su Katedrala u Rouenu (1892. – 1894.) i Lopoči (1899. – 1926.).
Na samoj slici svjetlost ima veliku ulogu, te kroz oblake pare koji ispunjavaju platno raspršuje i čvrste oblike, kao što su gradilište i lokomotive. Monet je bio zaokupljen u prvom redu trenutačnošću i promjenjivošću pojava, te je mnoštvom rasutih mrlja proizvodio osjećaj titranja, kretanja i dinamike površine. Monetovo nagomilavanje pigmenata je majstorski primjer njegova slikanja u ovom razdoblju pri čemu se slažu brojni tonovi u grudvicama namaza koji se spajaju u jedinstvenu cjelinu samo kada se gledaju iz daljine. Zbog ove tehnike Paul Cézanne je izjavio: „Monet je samo oko, ali Bože moj kakvo je to oko!”
Na nekoliko slika prikazana je velika dvorana koja usprkos svom gemetrijskom metalnom okviru biva prekrivena svjetlošću i bojama, bez opisnih detalja strojeva također. Vlakovi su prikazani s najmanje tri lokomotive, a Monet ih prikazuje kao glavnu temu, a ne kao pozadinske elemente. Nepregledno ih prikazuje, u svom prirodnom elementu, među parom, radnicima i aktivnošću žarke željezničke postaje. Monet, zajedno s većinom većih impresionista pokazao je stalan interes za željeznicu kao predmet unutar svojih slika s temom modernog života.
- Dolazak vlaka na kolodvor Saint-Lazare
1877., Fogg Art Museum, Cambridge, SAD
- Vlak iz Normandije na na kolodvoru Saint-Lazare, 1877.,Art Institut of Chicago, Chicago
- Kolodvor Saint-Lazare
1877., Nacionalna galerija, London
- Most Europe i kolodvor Saint-Lazare
1877., Musée Marmottan Monet, Pariz
- Na suncu ispred kolodvora Saint-Lazare
1877., privatno vlasništvo
- Ispred kolodvora Saint-Lazare
1877., privatno vlasništvo
- Odlazak vlaka s kolodvora Saint-Lazare
1877., Muzej umjetnosti Pola, Hakone, Japan
- Ispred kolodvora Saint-Lazare
1877., privatno vlasništvo
- Ispred kolodvora Saint-Lazare
1877., privatno vlasništvo
- Znakovi kolodvora Saint-Lazare
1877., Niedersächsisches Landesmuseum, Hannover

## Vanjske poveznice
- Detalji Monetove serije kolodvora Saint-Lazare (fr.)
- Kratki esej na stranicama muzeja J. Paul Getty